# الشهر العالمي للتوعية حول سرطان الثدي
الشهر العالمي للتوعية حول سرطان الثدي أو الزهري لأكتوبر (بالإنجليزية: Pink for October)‏ هي مبادرة عالمية بدأ العمل بها على المستوى الدولي في أكتوبر 2006 حيث تقوم مواقع حول العالم باتخاذ اللون الزهري أو الوردي كشعار لها من أجل التوعية من مخاطر سرطان الثدي. كما يتم عمل حملة خيرية دولية من أجل رفع التوعية والدعم وتقديم المعلومات والمساندة ضد هذا المرض.